# Palacio Taranco
Palacio Taranco – budynek pałacowy położony w dzielnicy Ciudad Vieja (pol. Stare Miasto) miasta Montevideo, stolicy Urugwaju.

## Opis
Pałac znajduje się przy placu Plaza Zabala, w kwartale zabudowy ograniczonym z pozostałych stron ulicami 25 de Mayo, Solís i 1° de Mayo. 3-piętrowy budynek pałacu o wysokości 12 metrów, zajmuje powierzchnię 1481 m². Jest dziełem francuskich architektów Charles Louis Girault i Jules León Chifflot. Obecnie mieści muzeum sztuki dekoracyjnej "Museo de Artes Decorativas". 

## Historia
Wybudowany w latach 1908–1910 na podstawie projektu z lat 1907–1908. Pierwotnie pełnił rolę rezydencji braci Ortiz de Taranco. W 1943 roku pałac wraz z kolekcją dzieł sztuki stworzoną przez jego właścicieli stał się własnością państwową. Muzeum w pałacu otwarto w 1972 roku. Od 1975 roku wpisany jest na listę obiektów chronionych Monumento Histórico Nacional de Uruguay, zawierającą zabytki narodowe Urugwaju. W 1997 roku przeprowadzono prace konserwatorskie, pod kierunkiem architektów Jorge Lezica i Emilio Ferrari.

## Galeria

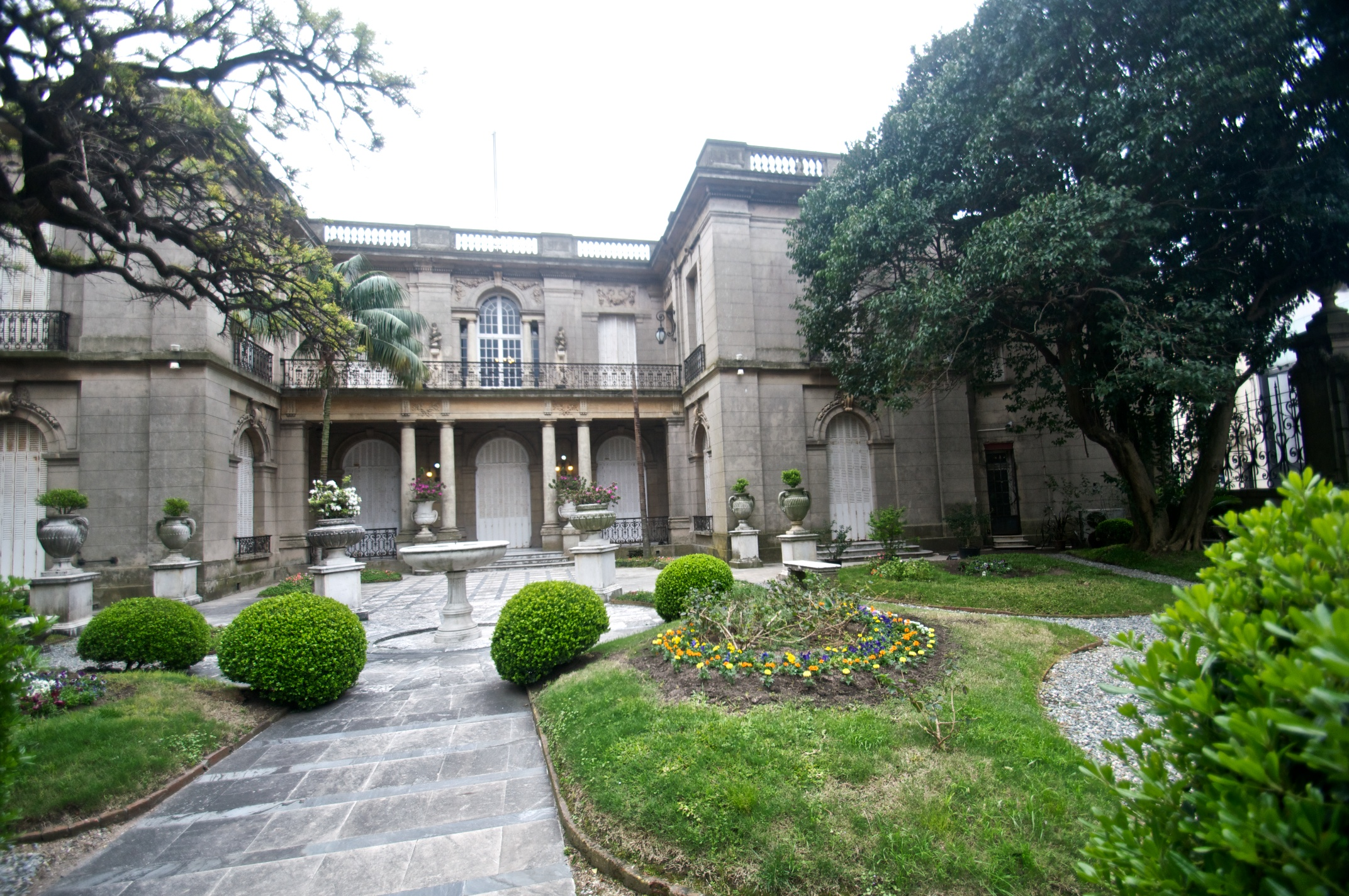
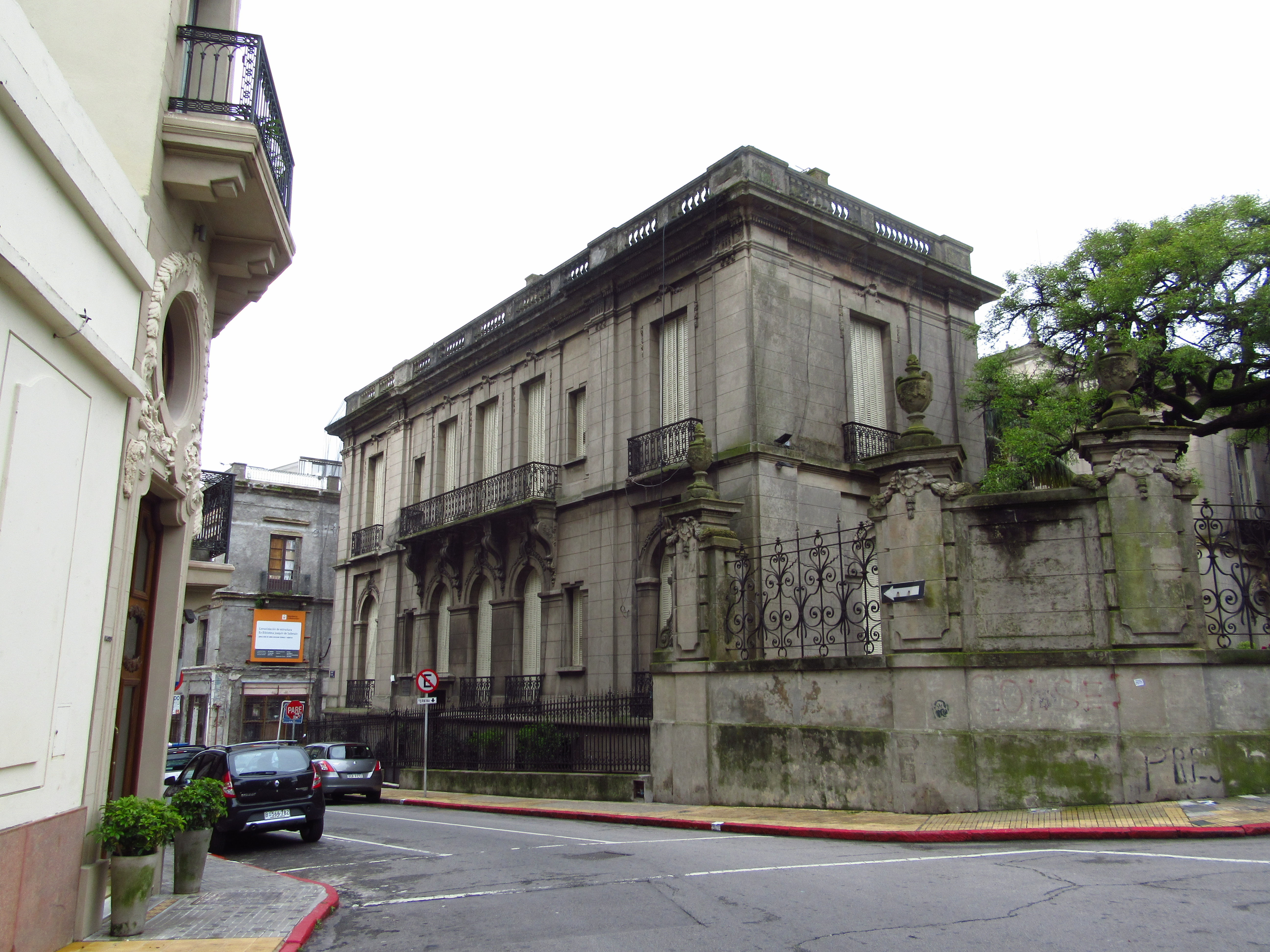
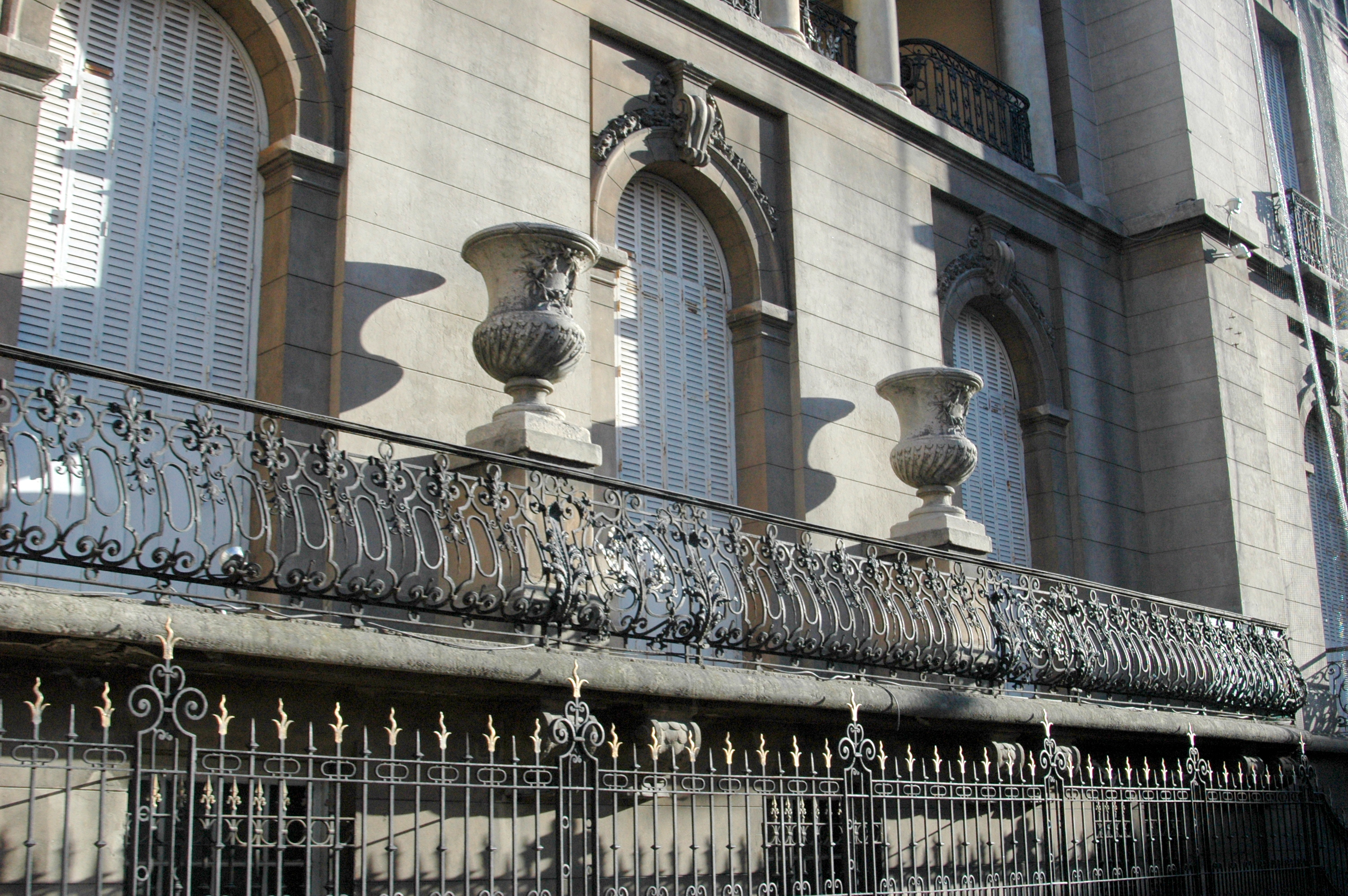